# Liberalism social
Liberalismul social, cunoscut și sub denumirea de noul liberalism în Regatul Unit, liberalism modern în Statele Unite (unde este adesea denumit simplu liberalism), liberalism de stânga (Linksliberalismus) în Germania și liberalism progresist (liberalismo progresista) în țările vorbitoare de spaniolă, este o filozofie politică și o ramură a liberalismului care susține justiția socială, serviciile sociale, o economie mixtă și extinderea drepturilor civile și politice, spre deosebire de liberalismul clasic, care favorizează un guvern limitat și o guvernare predominant laissez-faire. Deși ambele curente pun accent pe libertățile individuale, liberalismul social pune mai mult accent pe rolul statului în reducerea inegalităților sociale și în asigurarea bunăstării publice.
Din punct de vedere economic, liberalismul social are la bază conceptul de economie socială de piață și consideră că binele comun este compatibil cu libertatea individuală. Liberalismul social are puncte comune cu social-democrația, acceptând mai mult decât alte forme de liberalism intervenția guvernamentală pe piață, deși această intervenție este considerată de importanță secundară față de poziția social-democraților.
Exemple de ideologii care promovează politicile economice ale liberalismului social includ liberalismul bunăstării, liberalismul New Deal și curente precum New Democrats în Statele Unite, dar și liberalismul keynesian.
Ideile și partidele social-liberale sunt, în general, considerate de centru-stânga, deși există și variații către stânga sau dreapta spectrului politic. Abordarea problemelor economice și sociale precum sărăcia, bunăstarea socială, infrastructura, sănătatea și educația, prin intervenția statului, în paralel cu accentuarea drepturilor și autonomiei individuale, reprezintă trăsături caracteristice ale unui guvern social-liberal.

## Istoric
În condițiile crizei politice de după Primul Război Mondial, „statul minimal” promovat de liberali n-a putut rivaliza cu modelul de stat totalitar nazist, fascist sau comunist. 
Apariția în 1922 a primelor mari puteri totalitare – Uniunea Sovietică, pe de o parte, și Italia fascistă, pe de altă parte, poate fi considerată drept sfîrșitul „utopiei liberale”. Printr-o fatală coincidență, tot în 1922, Partidul Liberal din Marea Britanie, considerat pînă în acel moment, o portavoce a ideii liberale la nivel global, a cedat locul de principal opozant al conservatorilor britanici Partidului Laburist de esență marxistă. 
De fapt, din anii douăzeci ai secolului trecut scena politică a lumii va fi dominată de lupta dintre conservatori și marxiști, liberalismul devenind un participant periferic al „războiului ideologiilor”. Mai mult chiar, putem spune că începând cu al doilea sfert al secolului XX despre liberalism se poate vorbi doar la trecut sau la plural. Nu liberalism – ci liberalisme, "doctrine-refugiu" care, preluând unele caracteristici esențiale ale liberalismului clasic, au încercat, totodată, să găsească răspunsuri adecvate la întrebările puse de realitățile politice, sociale și economice ale secolului XX. Trunchiul mort al liberalismului clasic a servit drept piedestal pentru înălțarea „noilor liberalisme” - economic, conservator, radical și social.
Conform Dicționarului Politic al lui Sergiu Tămaș (Editura Șansa, București 1996), liberalismul social este doctrina politică care acoperă spațiul dintre liberalismul radical și social-democrație, printr-o sinteză a liberalismului cu civismul. Altfel spus, liberalismul social pledează pentru un model liberal moderat, care caută să țină seama de problemele sociale ale lumii contemporane, probleme ce n-au primit răspuns adecvat din partea curentelor socialiste, pe de o parte, și a liberalismului clasic sau curentelor neoliberale, pe de altă parte.
În multe privințe cea mai apropiată doctrină de liberalismul social este social-democrația, liberalismul social fiind considerat cea mai de stânga dintre doctrinele de dreapta sau cea mai de dreapta dintre doctrinele de stânga. După cum remarca politologul rus Kamaludin Gadjiev, în volumul Știința politică (Международные отношения, Москва 1995, стр.280), în funcție de conjunctura și realitățile social-economice, liberalismul social pledează pentru acțiuni de dreapta (acolo unde modul de organizare social-economică e unul de stânga, iar politicile sociale excesive periclitează buna funcționare a economiei) sau de stânga (acolo unde modelul de organizare e unul pronunțat de dreapta, sfera socială fiind ignorată). 

## Caracteristici ale liberalismului social
La fel ca social-democrații, social-liberalii sunt preocupați de o politică socială echilibrată. Deosebirea esențială dintre social-democrați și social-liberali este în politicile economice, aspectul economic fiind crucial în definirea identității modelului social-liberal. Spre deosebire de social-democrați, social-liberalii consideră că statul trebuie să fie doar un observator discret al proceselor economice, preocupându-se de crearea unui cadru legal favorabil pentru dezvoltarea economică, dar fără ca să intervină direct. În fond, liberalismul social are o abordare similară curentelor neoliberale a problemelor economice (o intervenție limitată a statutului în economie) și o abordare similară social-democrației în sfera socială. Dar, în pofida multiplelor asemănări, în planul politicilor sociale și chiar (pe alocuri) economice cu social-democrația, liberalismul social rămîne, în esență, un model de sorginte liberală, un moștenitor fidel al valorilor și idealurilor politice și morale ale liberalismului clasic. 
În Statele Unite, termenul „social liberalism” se referă uneori la abordări progresiste asupra unor chestiuni socio-politice, precum avortul, căsătoria între persoane de același sex, în contrast cu „conservatorismul social”. Pentru că liberalismul cultural exprimă dimensiunea socială a liberalismului, acesta este frecvent denumit „social liberalism”, deși nu este identic cu ideologia politică mai amplă cunoscută sub această denumire. Un adept al social liberalismului poate avea fie abordări conservatoare, fie abordări liberale asupra politicilor fiscale. 
Mesajul social-liberal păstrează cele patru fundamente esențiale ale demersului etico-politic al liberalismului clasic – meliorismul, universalismul, individualismul si egalitarismul. Social-liberalismul este meliorist, deoarece crede în posibilitatea îmbunătățirii permanente a condiției umane cu ajutorul gândirii critice. Este universalist, deoarece crede în unitatea morală a speciei umane. Este individualist, deoarece pledează pentru primatul individului în raport cu colectivitatea. În fine, este egalitarist, deoarece atribuie tuturor indivizilor același statut moral fundamental. Prezența acestor elemente distinge net liberalismul social de cele mai «liberale» forme ale ideologiilor neomarxiste
Foarte recentă, doctrina umanismului pragmatic reprezintă o nouă etapă a gândirii social liberale. Premisa social liberală capătă astfel o expresie modernă, mult mai actuală, care reflectă evoluția tehnologiei, prefacerile sociale ale începutului de mileniu.